# RX J1856.5-3754
RX J1856.5-3754（也稱為RX J185635-3754, RX J185635-375，還有各種不同的名稱）是目前所知最靠近地球的中子星。它在1992年被發現，並在1996年被確認是一顆中子星，以每秒108公里速度橫越天際，相信是在1百萬年前因為它的伴星發生超新星爆炸後被創造出來的。原先認為它的距離在150–200光年，但是在2002年錢卓X望遠鏡觀測顯示他的距離更遠，達到450光年，並認為RX J1856.5-3754作為一顆中子星顯然太小，因此可能是理論上的夸克星（參考3C58）。但是，這種理論的說法目前還沒有足夠的觀測證據來支持。

## 外部連結
- 神祕的孤單中子星[]， 歐洲南天天文台2000年5月20日的新聞稿。
- 橫越天際已知最近的中子星 (space.com)
- Is RX J185635-375 a Quark Star?（页面存档备份，存于）
- APOD: 2002 April 14 - RX J185635-375: Candidate Quark Star（页面存档备份，存于）
- Bare Quark Stars or Naked Neutron Stars? The Case of RX J1856.5-3754（页面存档备份，存于）
- RX J185635-3754 - an Isolated Neutron Star（页面存档备份，存于）
- News Release STScI-1997-32: Hubble Sees a Neutron Star Alone in Space（页面存档备份，存于）